# Clàudia Sabata Font
Clàudia Sabata Font (Berga, Berguedà, 1996) és una esquiadora i corredora de muntanya catalana.
Infermera de professió, i membre de l'AE Mountain Runners del Berguedà, és una destacada atleta i corredora de muntanya catalana, que compagina els seus estudis i entrenaments amb la seva tasca com a sanitària. Des que va néixer a Berga, Clàudia sempre ha estat envoltada de muntanyes on sortia a correr des de petita. No s'havia plantejat ser esportista d'elit però als 20 anys va començar a competir en curses i esquí de muntanya i va assolir bons resultats des del principi.
Tot i haver tingut des de sempre una estreta relació amb la muntanya, no va ser fins a una certa edat que va començar a prendre's seriosament la pràctica esportiva en les especialitats tant d'esquí de muntanya com de curses de muntanya, quan va entrar al Centre de Tecnificació d'Esquí de Muntanya de Catalunya de la Federació d'Entitats Excursionistes de Catalunya (FEEC), i li va permetre formar-me de la mà, sobretot, de Gil Orriols, el seu entrenador i director del centre.
el juliol del 2017 l'esportista berguedana es convertí en campiona del món de curses de muntanya de la categoria Promesa. Sabata s'endugué l'or a la prova 'SkyRace Arinsal' celebrada dins dels 'Youth Skyrunning World Championship' que es disputaren a Andorra. L’atleta també es va proclamar subcampiona en la modalitat de curses verticals, després de disputar la KV Arinsal, una cursa vertical de 3'5km de distància amb sortida a l'estació d'esquí d'Arinsal i arribada a l'Alt de la Capa, de 2.570 metres. Clàudia Sabata va obtenir la segona posició de la categoria Promesa amb un temps de 51 minuts i 54 segons.
El desembre del 2018 el jurat de la 22a Festa de l'Esport Català organitzada per la Unió de Federacions Esportives de Catalunya i el diari Sport decidí atorgar el premi a l'esportista amb millor projecció femenina de l'any a Clàudia Sabata. Entre els seus resultats més destacats del 2018 es troben dos podis al 'World Ski Mountaineering Master' de la Xina, la victòria al campionat d'Espanya absolut per equips d'esquí de muntanya fent parella amb Mireia Miró, i el triomf a l'estatal sub23, el tercer lloc al Campionat de Catalunya d'esquí de muntanya, el segon lloc a l'Olla de Núria, el subcampionat a la 'Nit Pirineu' o un podi al quilòmetre vertical d'Arredondo. Sabata ja s'havia endut el premi a la millor esportista berguedana de les dues temporades anteriors.
L'any 2019 fou la vencedora en la mítica cursa de muntanya de l'Olla de Núria, una prova en la qual l'edició de l'any anterior quedà segona classificada. Aquest mateix any Sabata, com a membre del Club Esquí Berguedà, es proclamà campiona de Catalunya absoluta d'esquí de muntanya a la Vall de Núria.